# ペリングウェイアダー
ペリングウェイアダー(Bitis peringueyi)は、爬虫類有鱗目クサリヘビ科アフリカアダー属に分類されるヘビ。

## 分布
アンゴラ南部、ナミビア
ナマクアコビトアダーBitis schneideriとは生息域が明確に分かれており、ナマクアコビトアダーは本種より北側に生息する。

## 形態
胴体中央部の列になった鱗の数（体列鱗数）は23 - 31。腹面を覆う幅広い鱗の数（腹板数）はオス117 - 138、メス125 - 144。尾の腹面を覆う鱗の数（尾下板数）はオス22 - 30、メス15 - 25。背面には暗色の斑点が3列に並ぶが、不明瞭な個体もいる。
眼上に稜がない。
体長は20-32cm程度で、体色は周囲の砂漠に馴染む、砂色、時にオリーブがかった灰色または軽く赤みがかった色である。背側には平たい頭部に目が真上を向いて付いている。砂に潜る他のヘビにしばしば見られるツノのような部分は、本種では小さい。
尾の先端は黒色または黄褐色であり、これは黒が優勢の対立遺伝子によって決定される。

## 毒
本種の毒は神経毒性のホスホリパーゼA2(PLA2)である。噛まれると、まず痛みの後に局所的な腫れ(噛まれた肢の半分以上に及ぶこともあり、しだいに水疱と壊死が起こる)が生じるほか、たいてい噛まれてから2~3時間ほどで、視野のぼやけ、リンパ管異常などが起こる。
また、眼筋麻痺により眼瞼下垂、目の動きやピント調節が効かなくなる、瞳孔散大などが生じることも知られている。

## 生態
砂漠地帯に生息し、日中の大半を、頭部および尾部のみを出した状態で、地面に潜って過ごす。これには獲物から身を隠す効果のほか、太陽の熱を避ける効果や、蒸発を減らして水分を節約する効果もあり、砂漠の気候を生き抜くのに役立っている。また、必要があれば、コブラのように頭部を持ち上げて太陽のほうを向き、上半身および日陰側になる頭蓋を風などの効果で冷やす行動を行うこともある。
行動は気温およびそれに伴う地表の温度によって決定されるため、状況によって夜行性にも昼行性にもなりえ、真夏(12月~2月)には薄明から夜に活動するが、それ以外の時期には日中の活動が多い。産卵は夏から秋にかけて(12月~4月)に集中し、子の数は3~10。
主にカナヘビ類Meroles anchietaeや、Ptenopus属のヤモリ類を食べる
餌はトカゲや小型の齧歯類で、砂に潜ったまま尾で獲物をおびき寄せて捕食するほか、気温がある程度下がって獲物が餌を探しに出る、午後遅くから宵の入りにかけても狩りを行う。
本種はパフアダーなどと同様に、鼻から息を吸ったり吐いたりすることでシューシューという噴気音を立てて捕食者を威嚇する行動が確認されており、ドイツ語名Zwergpuffotter(Zwerg(小人)＋Puff(パフ、噴気音)＋Otter(マムシ))はそれを反映したものである。
他の多くの近縁種同様、本種も身体をS字状に大きくくねらせて進むサイドワインディングを行うことが知られており、これによって身体の大部分を砂に埋め、砂漠の暑熱から身を守っていると考えられている。
また、本種に少量の水を吹きかけると、背腹が平らになり、そこに溜まった水滴を飲んで、体の前部を持ち上げて水の嚥下を促進する動作が確認されている。これは霧を水分補給に利用するためであることが確認されているが、そもそも餌であるトカゲが水分を多く含むため、水分補給としてはあくまでも補助的な手段に過ぎないと考えられている。